# Steve Wallace
Barron Steven Wallace (Chamblee, 27 novembre 1964) è un ex giocatore di football americano statunitense che ha giocato nel ruolo di offensive tackle per la maggior parte della carriera per i San Francisco 49ers della National Football League (NFL). Fu scelto nel corso del quarto giro (101º assoluto) del Draft NFL 1986 dai 49ers. Al college ha giocato a football alla Auburn University.

## Carriera professionistica
Steve Wallace fu scelyo nel corso del quarto giro del Draft 1986 dai San Francisco 49ers, con cui vinse tre Super Bowl (1988, 1989 e 1994), proteggendo nel lato cieco uno dei più grandi giocatori di tutti i tempi, il quarterback Joe Montana. Nel Super Bowl XXIII si ruppe una caviglia nella terza giocata della partita, venendo sostituito da Bubba Paris. Nel 1992 fu convocato per il suo primo Pro Bowl. Si ritirò dopo aver giocato la stagione 1987 coi Kansas City Chiefs.

## Palmarès

### Franchigia
- Super Bowl : 3

San Francisco 49ers: XIX, XXIII, XIV
- National Football Conference Championship: 3

San Francisco 49ers: 1984, 1988, 1989

### Individuale
- (2) Pro Bowl (1992)
- (2) All-Pro (1992, 1994)

## Statistiche
| Partite totali      | 176 |
| Partite da titolare | 127 |
| Fumble recuperati   | 5   |